# Unione Sportiva Pro Vercelli 1989-1990
Questa voce raccoglie le informazioni riguardanti l'Unione Sportiva Pro Vercelli nelle competizioni ufficiali della stagione 1989-1990.

## Divise e sponsor
| 1ª divisa |

## Rosa
| N. |                   | Ruolo | Calciatore        |
| -- | ----------------- | ----- | ----------------- |
|    | Italia (bandiera) | D     | Daniele Barbui    |
|    | Italia (bandiera) | C     | Paolo Bellatorre  |
|    | Italia (bandiera) | D     | Antonio Bellopede |
|    | Italia (bandiera) | D     | Ivan Carera       |
|    | Italia (bandiera) |       | Cavalli           |
|    | Italia (bandiera) | P     | Enrico Corona     |
|    | Italia (bandiera) | C     | Raffaele De Falco |
|    | Italia (bandiera) |       | De Rosa           |
|    | Italia (bandiera) |       | Di Bari           |
|    | Italia (bandiera) | A     | Luciano Ferla     |

| N. |                   | Ruolo | Calciatore               |
| -- | ----------------- | ----- | ------------------------ |
|    | Italia (bandiera) | A     | Franco Finozzi           |
|    | Italia (bandiera) | P     | Luca Graziani            |
|    | Italia (bandiera) | D     | Gian Battista Lombardini |
|    | Italia (bandiera) | C     | Maurizio Angelo Lubbia   |
|    | Italia (bandiera) | C     | Massimo Mattavelli       |
|    | Italia (bandiera) | A     | Roberto Murgita          |
|    | Italia (bandiera) | C     | Fabrizio Rastello        |
|    | Italia (bandiera) | A     | Giancarlo Romairone      |
|    | Italia (bandiera) | D     | Stefano Sora             |
|    | Italia (bandiera) |       | Venturelli               |

## Risultati

### Campionato

#### Girone di andata
| 17 settembre 1989 1ª giornata | Pro Vercelli | 1 – 0 | Poggibonsi |  |

| 24 settembre 1989 2ª giornata | Oltrepò | 0 – 2 | Pro Vercelli |  |

| 1º ottobre 1989 3ª giornata | Pro Vercelli | 2 – 0 | Massese |  |

| 8 ottobre 1989 4ª giornata | Siena | 0 – 0 | Pro Vercelli |  |

| 15 ottobre 1989 5ª giornata | Cuoiopelli | 0 – 0 | Pro Vercelli |  |

| 22 ottobre 1989 6ª giornata | Pro Vercelli | 1 – 0 | Ponsacco |  |

| 29 ottobre 1989 7ª giornata | Pro Livorno | 1 – 1 | Pro Vercelli |  |

| 5 novembre 1989 8ª giornata | Pro Vercelli | 4 – 1 | Olbia |  |

| 12 novembre 1989 9ª giornata | Rondinella | 0 – 0 | Pro Vercelli |  |

| 19 novembre 1989 10ª giornata | Pro Vercelli | 0 – 0 | Novara |  |

| 26 novembre 1989 11ª giornata | Pavia | 1 – 1 | Pro Vercelli |  |

| 3 dicembre 1989 12ª giornata | Pro Vercelli | 3 – 0 | La Palma |  |

| 10 dicembre 1989 13ª giornata | Pro Vercelli | 0 – 0 | Cecina |  |

| 17 dicembre 1989 14ª giornata | Cuneo | 0 – 0 | Pro Vercelli |  |

| 30 dicembre 1989 15ª giornata | Pro Vercelli | 1 – 0 | Sarzanese |  |

| 7 gennaio 1990 16ª giornata | Tempio | 0 – 0 | Pro Vercelli |  |

| 14 gennaio 1990 17ª giornata | Pro Vercelli | 0 – 0 | Pontedera |  |

#### Girone di ritorno
| 28 gennaio 1990 18ª giornata | Poggibonsi | 0 – 0 | Pro Vercelli |  |

| 4 febbraio 1990 19ª giornata | Pro Vercelli | 1 – 1 | Oltrepò |  |

| 11 febbraio 1990 20ª giornata | Massese | 0 – 0 | Pro Vercelli |  |

| 18 febbraio 1990 21ª giornata | Pro Vercelli | 0 – 2 | Siena |  |

| 4 marzo 1990 22ª giornata | Pro Vercelli | 0 – 0 | Cuoiopelli |  |

| 11 marzo 1990 23ª giornata | Ponsacco | 2 – 1 | Pro Vercelli |  |

| 18 marzo 1990 24ª giornata | Pro Vercelli | 1 – 0 | Pro Livorno |  |

| 25 marzo 1990 25ª giornata | Olbia | 1 – 0 | Pro Vercelli |  |

| 1º aprile 1990 26ª giornata | Pro Vercelli | 4 – 1 | Rondinella |  |

| 8 aprile 1990 27ª giornata | Novara | 0 – 0 | Pro Vercelli |  |

| 14 aprile 1990 28ª giornata | Pro Vercelli | 2 – 1 | Pavia |  |

| 29 aprile 1990 29ª giornata | La Palma | 1 – 3 | Pro Vercelli |  |

| 6 maggio 1990 30ª giornata | Cecina | 0 – 0 | Pro Vercelli |  |

| 13 maggio 1990 31ª giornata | Pro Vercelli | 1 – 0 | Cuneo |  |

| 20 maggio 1990 32ª giornata | Sarzanese | 0 – 2 | Pro Vercelli |  |

| 27 maggio 1990 33ª giornata | Pro Vercelli | 2 – 0 | Tempio |  |

| 3 giugno 1990 34ª giornata | Pontedera | 6 – 1 | Pro Vercelli |  |